# Miracle en Alabama (téléfilm, 1979)

Miracle en Alabama (The Miracle Worker) est un téléfilm américain de Paul Aaron sorti le 14 octobre 1979 à la télévision. Il est inspiré de l'autobiographie d' Helen Keller intitulée Sourde, muette, aveugle : histoire de ma vie (The Story of My Life) (1903) et de son éducatrice Anne Sullivan.

## Synopsis
Helen Keller est une petite fille sourde et aveugle. Ne pouvant s'exprimer, elle se montre très violente envers sa famille. Ses parents, dépassés par son comportement, font appel à Anne Sullivan, une institutrice spécialisée, elle-même mal-voyante.

## Fiche technique
- Titre original : The Miracle Worker
- Titre français : Miracle en Alabama
- Réalisation : Paul Aaron
- Scénario : William Gibson
- Musique : Billy Goldenberg
- Pays d'origine :  États-Unis
- Durée : 94 minutes

## Distribution
- Patty Duke (VF : Maïk Darah)[1] : Anne Sullivan
- Melissa Gilbert : Helen Keller
- Charles Siebert : capitaine Keller
- Diana Muldaur : Kate Keller
- Stan Wells : James Keller
- Anne Seymour : Tata Ev
- Hilda Haynes : Viney
- Titos Vandis : Anagnos
- Byron Green : Percy
- Noniece Williams : Martha
- Jonathan Gilbert : Jimmy